# ميشيل ماكلارين
ميشيل ماكسويل ماكلارين هي مخرجة تلفزيونيّة، ومنتجة كندية. أخرجت عدّة حلقات من الملفات الغامضة، واختلال ضال، والموتى السائرون، وصراع العروش ووست وورلد.
فائزت ميشيل بجائزة الإيمي برايم تايم لإنتاجها مسلسل اختلال ضال في 2013 و2014.

## الحياة الشخصية
نشأت ميشيل في فانكوفر، كولومبيا البريطانية. وتخرّجت من جامعة كوينز في كينغستون.

## وصلات خارجية
- ميشيل ماكلارين على موقع IMDb (الإنجليزية)
- ميشيل ماكلارين على موقع ألو سيني (الفرنسية)
- ميشيل ماكلارين على موقع قاعدة بيانات الفيلم (الإنجليزية)